# Niamh Kavanagh
Niamh Kavanagh (IPA: [ˈniːv ˈkævənɔː]; 1968. február 13.) ír énekesnő, az 1993-as Eurovíziós Dalfesztivál győztese.

## Életpályája
1991-ben kezdődött el énekesi karrierje, amikor Alan Parker The Commitments című filmjéhez készült filmzene elkészítésében működött közre.
Az 1993-as Eurovíziós Dalfesztiválon ír közönség előtt versenyezhetett az In Your Eyes ("Szemeidben") című dallal, és első helyezést ért el. Írországnak ez volt sorozatban a második, összesen az ötödik győzelme. A dal listavezető volt Írországban, az Egyesült Királyságban a 23. helyig jutott. Későbbi dalaival már nem tudta megismételni a sikert.
A 2008-as Eurovíziós Dalversenyen az ír pontok bemondójaként vett részt. 2010-ben ismét benevezett az ír nemzeti döntőre It’s For You című dalával, és a nemzeti döntőben maximális pontot gyűjtve elnyerte a jogot, hogy tizenhét év után ismét képviselje Írországot. Három év után először sikerült döntőbe juttatnia Írországot, ott azonban nem sikerült megismételnie a jó szereplést és a huszonharmadik helyen zárt. A dal a verseny után nyolcadik helyezést ért el az ír kislemez eladási listán.

## Diszkográfiája

### Albumok
- The Commitments
- The Commitments vol. 2
- Flying blind
- Together alone
- Wondedrug
- The Shanley sessions
- Meeting place
- Live at the Meeting Place

### Kislemezek
- In Your Eyes
- Romeo's twin
- Flying blind
- Sometimes love
- Red roses for me
- It’s For You

## Külső hivatkozások
- Niamh Kavanagh az Internet Movie Database oldalain
- Hivatalos honlap (angol nyelven)
- Videó: In Your Eyes